# پرندگان دیرین‌شمالگان غربی
پرندگان دیرین‌شمالگان غربی یا پرندگان پاله‌آرکتیک غربی (به انگلیسی: The Birds of the Western Palearctic) (با عنوان کامل دستنامه راهنمای پرندگان اروپا، خاورمیانه و شمال آفریقا: پرندگان دیرین‌شمالگان غربی؛ که اغلب با حروف اول BWP به آن اشاره می‌شود)، یک کتاب دستنامه پرنده‌شناسی نه جلدی است که پرندگان بخش غربی منطقه جغرافیایی جانوری دیرین‌شمالگان غربی را پوشش می‌دهد.
عنوان نه جلد عبارت بودند از:
- جلد اول: شترمرغ تا اردک‌ها
- جلد دوم: بازها به هوبره‌ها
- جلد سوم: پرندگان ساحلی تا کاکایی‌ها
- جلد IV: پرستودریایی‌ها تا دارکوب
- جلد پنجم: ژیان‌مرغ‌ها تا توکاها
- جلد ششم: سسک‌ها
- جلد هفتم: مگس‌گیرها تا سنگ‌چشم‌ها
- جلد هشتم: کلاغ تا سهره‌ها
- جلد نهم: زردپره‌ها تا سسک‌های جهان جدید

نسخه فشرده دو جلدی در سال ۱۹۹۸ تولید شد. هر دو نسخه کامل و فشرده توسط انتشارات دانشگاه آکسفورد (OUP) منتشر شد.

## داده‌های انتشارات

### BWP
- جلد 1 (1977):شابک ‎۹۷۸-۰-۱۹-۸۵۷۳۵۸-۶، ۷۲۲ صفحه
- جلد 2 (1980):شابک ‎۹۷۸-۰-۱۹-۸۵۷۵۰۵-۴، ۶۹۶ صفحه
- جلد 3 (1983):شابک ‎۹۷۸-۰-۱۹-۸۵۷۵۰۶-۱، ۹۱۳ صفحه
- جلد 4 (1985):شابک ‎۹۷۸-۰-۱۹-۸۵۷۵۰۷-۸، ۹۶۰ صفحه
- جلد 5 (1988):شابک ‎۹۷۸-۰-۱۹-۸۵۷۵۰۸-۵، ۱۱۳۶ صفحه
- جلد 6 (1992):شابک ‎۹۷۸-۰-۱۹-۸۵۷۵۰۹-۲، ۷۶۰ صفحه
- جلد 7 (1993):شابک ‎۹۷۸-۰-۱۹-۸۵۷۵۱۰-۸، ۶۱۰ صفحه
- جلد 8 (1994):شابک ‎۹۷۸-۰-۱۹-۸۵۴۶۷۹-۵، ۹۵۶ صفحه
- جلد 9 (1994):شابک ‎۹۷۸-۰-۱۹-۸۵۴۸۴۳-۰، ۵۲۲ صفحه

### BWP فشرده
- Snow, DW & Perrins, CM (1998). نسخه فشزده پرندگان دیرین‌شمالگان غربی .شابک ‎۰−۱۹−۸۵۴۰۹۹-Xشابک 0-19-854099-X.